# Safet Krupić
Safet Krupić (Bosanska Krupa, 1911. – logor Jasenovac, 1942.), bh. filozof i esejist

## Životopis
Rođen u lokalnoj begovskoj obitelji arbanaškog podrijetla Krupićima.Otac Husein-beg bio je mjesni načelnik. Safet Krupić je osnovnu školu završio u rodnom mjestu. Tada se zbivaju velike promjene, države u kojoj je živio i zakonskog okvira. Nestala je Austro-Ugarska, a došla Kraljevina SHS. Umro mu je otac. Zbog agrarne reforme veći dio zemljišta su izgubili te je prisiljen živjeti skromnijim životom. Preselio se u Bihać i u tom je gradu završio Državnu klasičnu gimnaziju. Otišao je na studij u Zagreb gdje na Filozofskom studira filozofiju i francuski jezik. Za vrijeme studija oštro je kritizirao prevladavajuće ekonomske, političke i kulturne prilike u Kraljevini Jugoslaviji. Radove je objavio u istaknutim znanstvenim časopisima. Uglavnom se bavio spoznajnom teorijom te odbacivao ideju o mogućnosti utemeljenja filozofije kao stroge znanosti. Pisao je i književno-kritičke rasprave i bavio se muslimanskim pitanjem. Žalio se na položaj muslimana u svojoj državi. Dio uzroka pronašao je u samim domaćim muslimanima govoreći "o moralnom slabljenju, kavani i tavli, pjevaljkama, alkoholu, te izgubljenosti u neostvarenim kolektivnim nadama". Pokrenuo je u Zagrebu s drugim mladim intelektualcima Hrvatima muslimanima iz Bosne Skenderom Kulenovićem i Hasanom Kikićem list za društvena i književna pitanja Putokaz.
Godine 1942. bio je profesor u Banjoj Luci. Zbog revolucionarnih ideja uhićen je i sproveden u logor te pogubljen na Bajram u Jasenovcu.